# Warren Rudman
Warren Bruce Rudman, född 18 maj 1930 i Boston, Massachusetts, död 19 november 2012 i Washington, D.C., var en amerikansk republikansk politiker. Han representerade delstaten New Hampshire i USA:s senat 1980-1993.
Rudman deltog i Koreakriget i USA:s armé. Han avlade 1960 juristexamen vid Boston College och inledde sedan sin karriär som advokat i Nashua, New Hampshire.
Rudman var New Hampshires justitieminister (New Hampshire Attorney General) 1970-1976. Han besegrade sittande senatorn John A. Durkin i senatsvalet 1980. Durkin avgick några dagar i förtid och Rudman kunde tillträda som senator redan den 29 december 1980. Han omvaldes 1986. Rudman kandiderade inte till omval i senatsvalet 1992. Han efterträddes i januari 1993 som senator för New Hampshire av Judd Gregg.
Rudman var judisk.